# Wallis Simpson
Wallis, księżna Windsoru, wcześniej Wallis Simpson, urodzona jako Bessie Wallis Warfield, primo voto Spencer, secundo voto Simpson (ur. 19 czerwca 1896 w Blue Ridge Summit w stanie Pensylwania, zm. 24 kwietnia 1986 w Paryżu) – kochanka księcia Walii i następcy tronu, później króla-cesarza Imperium Brytyjskiego Edwarda VIII, a po jego abdykacji jego żona. Po ślubie jej tytuł brzmiał Jej Łaskawość Wallis, księżna Windsoru (Her Grace Wallis, The Duchess of Windsor).

## Życiorys

### Dzieciństwo i edukacja
Urodziła się w pokoju hotelowym w Square Cottage, mieszczącym się na tyłach zajazdu Monterey Inn, w letnim kurorcie Blue Ridge Summit w Pensylwanii. Jej data urodzenia nie jest do końca znana, ponieważ nie sporządzono odpowiedniego aktu, jednak przyjmuje się, iż przyszła na świat 19 czerwca 1896. Ze względu na późniejszy wygląd (m.in. ostre rysy twarzy, w tym męski kształt i prawie kwadratową szczękę) oraz brak miesiączkowania i bezdzietność spekuluje się, iż Simpson była biologicznym mężczyzną cierpiącym na zespół niewrażliwości na androgeny. Była jedynym dzieckiem Alys „Alice” Montague i Teackle’a Wallisa Warfielda, którzy pobrali się wbrew woli ich rodzin w listopadzie 1885. Rodzice nadali jej imię Bessiewallis, które w późniejszym życiu zmieniła na Wallis. Jej matka prowadziła kawiarnię, a ojciec był urzędnikiem w rodzinnej firmie Continental Trust w Baltimore, ponadto cierpiał na gruźlicę i przez rozwój choroby poruszał się na wózku inwalidzkim. 
| 4. Henry Mactier Warfield |  |                            |  |  |                   |
|                           |  | 2. Teackle Wallis Warfield |  |  |                   |
| 5. Anna Emory Warfield    |  |                            |  |  |                   |
|                           |  |                            |  |  | 1. Wallis Simspon |
| 6. William Montague       |  |                            |  |  |                   |
|                           |  | 3. Alice Montague          |  |  |                   |
| 7. Mary Anne Montague     |  |                            |  |  |                   |
|                           |  |                            |  |  |                   |

Po narodzinach zamieszkała z rodzicami w pensjonacie Brexton w centrum Baltimore, a po śmierci ojca (zmarł 15 listopada 1896) przez kolejne pierwsze cztery lata mieszkała w domu babki ze strony ojca przy East Preston Street 34 w Baltimore. Jej dzieciństwo w tymczasie finansował stryj Solomon Davies Warfield. Następnie wraz z matką wróciła do Brexton, poza tym mieszkały także u siostry matki. Jej matka kilka lat później wyszła za pilota Johna Freemana Rasina, który zmarł w 1913, a w 1925 poślubiła urzędnika Charlesa Gordona Allena, jednak już cztery lata później – 2 listopada 1929 – zmarła.
Uczęszczała do Miss O’Donnell’s School, następnie przeniosła się do Szkoły dla Dziewcząt Arundell, a w 1912 do elitarnej szkoły żeńskiej Oldfields, którą ukończyła w 1914. W okresie nauki w Oldfields trenowała koszykówkę i jazdę konno.

### Życie prywatne

#### Pierwsze dwa małżeństwa

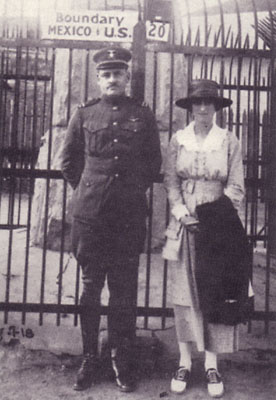
Wallis Simpson i Earl Winfield Spencer junior (1918)

We wrześniu 1916 przyjęła zaręczyny po zaledwie pięciu miesiącach znajomości, a 8 listopada 1916 wyszła za pilota i porucznika marynarki wojennej Earla Winfielda Spencera juniora (1888–1940). Po ślubie zamieszkali w Pensacoli, później ze względu na charakter pracy Spencera wielokrotnie zmieniali miasto zamieszkania. Zgodnie z relacjami biografów, mąż stosował wobec żony przemoc fizyczną i psychiczną, a ponadto był o nią chorobliwie zazdrosny oraz nadużywał alkoholu. Z tego powodu rozstali się w 1921, jednak ich rozwód orzeczono dopiero sześć lat później, 10 grudnia 1927. W międzyczasie Wallis nawiązała przelotny romans m.in. z pierwszym sekretarzem ambasady Argentyny Felipe Espilem, poza tym przez rok mieszkała w Chinach.
21 lipca 1928 w urzędzie stanu cywilnego w Chelsea wyszła za agenta sprzedaży Ernesta Aldricha Simpsona (1897–1958). Zamieszkali na West Endzie.

#### Związek z Edwardem
Późną jesienią 1930 po raz pierwszy spotkała księcia Edwarda na jednym z przyjęć. W kolejnych tygodniach rodziła się między nimi coraz większa zażyłość, a jej żywe usposobienie i szczerość przypadły księciu do gustu. Od maja 1934 para stała się nierozłączna. Wallis darzyła kochanka słabszym uczuciem niż on ją, twierdząc, że Edward czuje do niej „młodzieńcze zauroczenie”, jednak imponowały jej drogie prezenty, które jej podarowywał. Ich romans wywołał oburzenie, ponieważ Wallis była wówczas 40-letnią rozwódką i wkrótce miała uzyskać rozwód z drugim mężem. W tajemnicy przed Edwardem spotykała się także ze sprzedawcą samochodów Guyem Marcusem Trundlem oraz Joachimem von Ribbentropem. W 1936 Wallis rozwiodła się z mężem, a Edward ogłosił zamiar poślubienia Wallis, lecz kiedy parlament nie zgodził się na ślub, Edward abdykował. W tym okresie dostawała wiele pogróżek, a żeby ukryć się przed atakami nieprzychylnej prasy i społeczeństwa, wyjechała do Cannes. W grudniu 1936 premierę miała książka biograficzna pt. Her Name Was Wallis Warfield: The Life Story of Mrs. Ernest Simpson autorstwa Edwiny H. Wilson; publikacja cieszyła się dużą popularnością wśród czytelników.

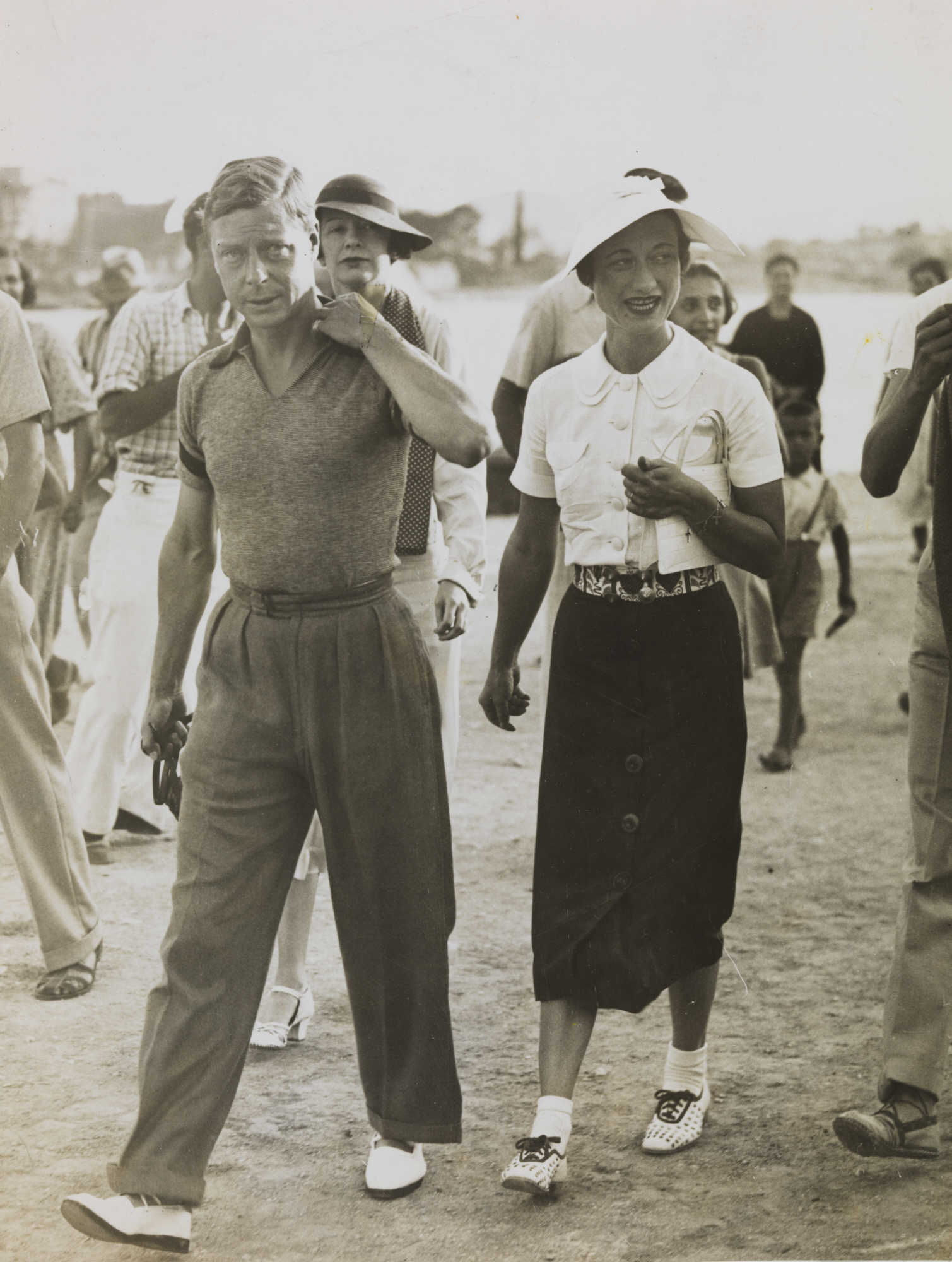
Wallis Simpson i Edward, książę Windsoru (1936)

3 czerwca 1937 Wallis i Edward pobrali się podczas prywatnej ceremonii w Chateau de Candé. Ślubu udzielił im wielebny Robert Anderson Jardine. Na uroczystości nie pojawili się przedstawiciele rodziny królewskiej, a brytyjska prasa nie odnotowała wydarzenia. Po ślubie Wallis używała tytułu księżnej Windsoru, choć nie został on jej oficjalnie nadany przez rodzinę królewską. Dopiero dwa lata przed śmiercią została przyjęta na dworze królewskim przez Elżbietę II.
W 1936 jako pierwsza kobieta została uhonorowana tytułem Człowieka Roku tygodnika „Time”. Jesienią 1939 wstąpiła do francuskiej organizacji humanitarnej Colis de Trianon, wcześniej współpracy odmówiły jej różne organizacje brytyjskie. Następnie udzielała się w Sekcji Transportu Sanitarnego Francuskiego Czerwonego Krzyża, w 1940 po zamieszkaniu na Bahamach (których Edward został gubernatorem), podjęła pracę dla organizacji Daughters of the British Empire i dla tamtejszego oddziału Czerwonego Krzyża, a także założyła przychodnię dla kobiet w ciąży i dzieci oraz działała w stołówce dla brytyjskich oficerów Royal Air Force i lotników Sił Powietrznych Armii Stanów Zjednoczonych. W 1942 wydała książkę kucharską pt. Some Favorite Southern Recipes of The Duchess of Windsor, a zyski z jej sprzedaży przeznaczyła na działanie Czerwonego Krzyża. W 1945 powróciła z Edwardem do Francji. W 1956 nakładem wydawnictwa Houghton Mifflin wydała swoje pamiętniki pt. The Heart Has Its Reasons.

#### Problemy zdrowotne i śmierć
Była kobietą słabego zdrowia; w 1944 przeszła nowotwór żołądka i w 1951 nowotwór macicy, prasa donosiła także o poważnej operacji chirurgicznej, która miała przejść Wallis.

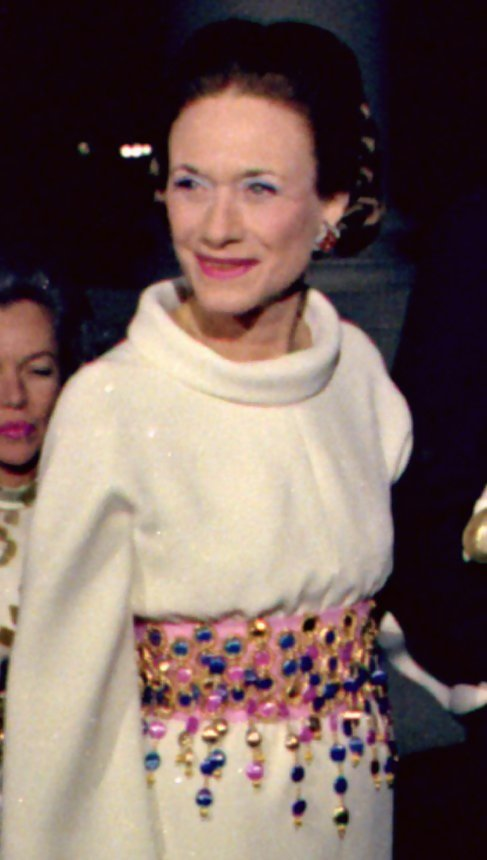
Simpson (1970)

Po śmierci Edwarda w maju 1972 odziedziczyła po nim cały jego majątek o wartości ok. 3 mln funtów. Po pogrzebie męża wróciła do Francji, gdzie przez kolejne lata wiodła spokojne, lecz samotne życie w posiadłości w Lasku Bulońskim pod Paryżem. Popadła w alkoholizm i znacznie podupadła na zdrowiu, m.in. kilka razy w krótkim odstępie czasu trafiała do szpitala z powodu złamania stawu biodrowego lub żeber, a pod koniec 1975 zdiagnozowano u niej pęknięty wrzód bądź chorobę Leśniowskiego-Crohna. W 1976 trafiła do szpitala wskutek zapaści po rozległym krwotoku jelitowym. Z powodu stale pogarszającego się stanu zdrowia większość dni spędzała na wózku inwalidzkim, utraciła też zdolność mowy i przełykania oraz oślepła. 
Zmarła 24 kwietnia 1986 w Paryżu. W nabożeństwie żałobnym, które odbyło się w kaplicy Świętego Jerzego w Windsorze, uczestniczyło ok. 200 żałobników. W trakcie mszy pogrzebowej ani razu nie padło imię księżnej, co było kolejnym objawem jej bojkotu w brytyjskiej rodzinie królewskiej. Została pochowana obok grobu męża we Frogmore House niedaleko Windsoru.

## Osobowość i wizerunek
Znana była z upodobania do luksusu i rozrzutnego trybu życia, była także dominującą, władczą osobą, ale też oschłą i próżną. Cechowało ją specyficzne poczucie humoru, niekiedy uznawane za płytkie, które nie zdobywało poklasku wśród wielu wysoko postawionych Brytyjczyków, jednak było pociągające dla księcia Edwarda.
Od 1938 wielokrotnie określana była przez prasę jedną z najlepiej ubranych kobiet na świecie. Ceniła sobie projektantów, takich jak Christian Dior, Cristóbal Balenciaga, Hubert de Givenchy i Elsa Schiaparelli. Chętnie nosiła spódnice odsłaniające kolana.
Przykładała dużą wagę do swojej figury i wagi, toteż stosowała liczne diety, a niekiedy nawet się głodziła. Po wyjeździe z Bahamów miała ważyć ok. 44 kg.
Miała ostre, kanciaste rysy twarzy i muskularne ramiona. Ponoć regularnie poddawała się zabiegom liftingu twarzy.